# 사나이 (시인)
사나이(페르시아어: حکیم سنایی)는 중세 페르시아 신비주의 시인이다.
가즈니 출생으로 처음은 송시(頌詩) 시인이었으나 후에 신비주의 시인으로 활약하였고 대표작 <진리의 정원>은 최초의 마스나비 시형에 의한 신비주의 서사시로 이름이 높다. <시집>은 서정시·송시·4행시가 주를 이룬다. 이외에 <종복(從僕)의 순례> <입증(立證)의 길> <사랑의 서> 등의 시작품이 있다. 작풍은 명쾌 유려하고 비유적 수법을 많이 사용하고 있다.

## 같이 보기
- 페르시아 문학
- 루미
- 니자미
- 파리두딘 아타르